# Аарне, Йохан
Йохан Виктор Аарне (фин. Johan Victor Aarne, по рождению — Линдстрём швед. Lindström; 6 мая 1863, Таммерфорс, Тавастгусская губерния — 30 июня 1934, Виипури) — финский ювелир, сотрудничавший с фирмой Фаберже, поставщик Двора Его Императорского Величества.

## Биография
Родился 6 мая 1863 году в Таммерфорсе, в Великом княжестве Финляндском в семье церковного дьячка Юхана Линдстрёма. Обучался ювелирному делу у известного ювелира из Таммерфорса — Юхана Эрика Хелльстена (швед. Johan Erik Hellsten).
В 1880 году стал подмастерьем в мастерской в Тавастехусе. С 1880 и 1890 годы работал в мастерской Августа Холмстрёма, включённой в корпорацию фирмы Фаберже.
В 1890 году вернулся в Таммерфорс, чтобы получить звание мастера, и в течение года содержал собственную мастерскую. В 1891 году переехал в Санкт-Петербург, где до 1904 года работал непосредственно на Фаберже. Его мастерская располагалась на улице Демидовской, 58 на пересечении с Екатерининским каналом. В мастерской работало двадцать подмастерьев и три ученика. Личное кириллическое клеймо «BA» присутствует на многих эмалированных ювелирных изделиях из золота и серебра фирмы Фаберже этого периода времени. Специализировался на рамках для фото и кнопочных звонках.
В 1904 году Аарне продал свою мастерскую Карлу Армфельдту и переселился в Выборг, где ещё тридцать лет успешно занимался ювелирным делом, имея в этот период личное клеймо «J.V.A».
Скончался 30 июня 1934 году в Выборге.